# Pâmella Oliveira
Pour les articles homonymes, voir Oliveira.
Pâmella Nascimento de Oliveira née le 7 octobre 1987 à Vila Velha au Brésil est une triathlète professionnelle, championne panaméricaine de triathlon (2013).

## Palmarès
Le tableau présente les résultats les plus significatifs (podium) obtenus sur le circuit national et international de triathlon depuis 2009,.
| Année | Compétition                                     | Pays    | Position           | Temps           |
| ----- | ----------------------------------------------- | ------- | ------------------ | --------------- |
| 2019  | Ironman 70.3 Florianópolis                      | Brésil  | Médaille d'or      | 4 h 18 min 34 s |
| 2018  | Ironman 70.3 Florianópolis                      | Brésil  | Médaille d'or      | 4 h 23 min 14 s |
| 2017  | Ironman 70.3 Rio de Janeiro                     | Brésil  | Médaille d'or      | 4 h 23 min 49 s |
| 2015  | Championnats du Brésil                          | Brésil  | Médaille d'or      | 2 h 5 min 18 s  |
| 2014  | Coupe du monde - l'étape sprint de Tiszaújváros | Hongrie | Médaille de bronze | 0 h 59 min 45 s |
| 2013  | Coupe du monde - l'étape sprint de Huatulco     | Mexique | Médaille d'or      | 2 h 16 min 10 s |
| 2013  | Championnats panaméricains                      | Brésil  | Médaille d'or      | 2 h 8 min 16 s  |
| 2013  | Coupe panaméricains - l'étape de Joao Pessoa    | Brésil  | Médaille d'or      | 2 h 11 min 9 s  |
| 2012  | Coupe du monde - l'étape sprint de Huatulco     | Mexique | Médaille d'argent  | 2 h 13 min 47 s |
| 2011  | Jeux panaméricains                              | Mexique | Médaille de bronze | 2 h 0 min 32 s  |
| 2011  | Championnats panaméricains sprint               | Brésil  | Médaille d'or      | 1 h 0 min 55 s  |
| 2009  | Championnats panaméricains sprint               | Brésil  | Médaille d'or      | 1 h 5 min 41 s  |